# Zwölf mit der Post
Zwölf mit der Post (dänisch Tolv med posten) ist ein bekanntes Kunstmärchen von Hans Christian Andersen von 1859. Das Kalendermärchen spielt in der Silvesternacht und stellt die zwölf Monate des Jahres als zwölf charakteristische Personen mit jeweils passendem Gepäck vor, die aus dem Postwagen vor einer Stadt abgesetzt werden. Es veranschaulicht damit die besonderen Merkmale der Monate im Jahresverlauf.

## Inhalt
Die Geschichte handelt von zwölf Reisenden, die zu Silvester in einer Postkutsche vor den Stadttoren einer Stadt ankommen. Die Reisenden tragen die Namen der Monate des Jahres, führen Pässe, Gepäck und Geschenke mit sich und werden von den Stadtbewohnern freudig begrüßt. Von der Schildwache werden sie nach ihren Personalien gefragt und dann im weiteren Märchentext einzeln vorgestellt.
Der Januar ist ein Kaufmann, gekleidet in Bärenpelz und mit Pelzstiefeln. Er verschenkt Groschen und Taler und gibt einunddreißig Tanzbälle. Der Februar stellt sich als Prinz Karneval vor, der unter dem Namen Februarius reist und nur 28 Tage zu leben hat. Der März ist verwandt mit den sogenannten „vierzig Rittern“ und Wetterprophet. Er bringt als Gabe Veilchensträußchen mit und er wird vom vierten Reisenden in den April geschickt, indem der ihm vorgaukelt auf der Wache gäbe es Punsch. Der April selbst ist Wohnungsvermieteragent und Leichenbitter zugleich, lachend und weinend, mit Regen und Sonnenschein. Er führt Sommergarderobe mit sich, die er aber vorsichtshalber nicht anzieht. Dann tritt die erste Dame aus dem Postwagen hervor. Mit einem Sommermantel und Galoschen, einem buchenblattartigen Kleid, Anemonen im Haar und einem starken Duft nach Waldmeister, stellt sich das Fräulein Mai vor, die Sängerin ist, aber nur zu ihrem eigenen Vergnügen im Wald singt. Es steigen die Geschwister Juni und Juli aus. Frau Juni ist eine feine, stolze und niedliche junge Dame, die als Siebenschläferin geboren war und die sich trotz eigener Equipage der Post angeschlossen hat. Ihr Bruder Julius ist ein wohlgenährter Bursche mit Panamahut, der ansonsten nur eine Bademütze und eine Schwimmhose im Gepäck mitgenommen hat. Madame August ist eine dicke Obsthändlerin und Hausfrau, die den Feldarbeitern eigenhändig den Bierkrug aufs Feld bringt. Ihr folgt der Herr Koloriermeister September, der die Blätter der Bäume des Waldes ihre Farbe wechseln lässt. Der Oktober ist ein Gutsbesitzer, der an die Saat für das nächste Jahr denkt, einen Pflug mit sich führt, aber zum Vergnügen auch einen Hund, eine Flinte und Nüsse. Der November ist ein von Schnupfen geplagter gepflegter Sägemeister der Holzmacherinnung. Mütterchen Dezember ist eine alte Frau mit strahlenden hellen Augen. Sie trägt einen Blumentopf mit einem kleinen Tannenbaum, den sie pflegt, damit er bis zum Heiligabend zu einem Weihnachtsbaum ausgewachsen ist. Außerdem führt sie ein Märchenbuch mit sich.
Die Wache prüft die Pässe, die jeweils für einen Monat gültig sind, und lässt die Gäste nacheinander in die Stadt.

## Rezeption
Aufgrund der Struktur des Märchens und der pointierten und humorvollen Charakterisierung der zwölf Monate wurde das Märchen von vielen Illustratoren aufgegriffen und liegt in unterschiedlichen Fassungen als Einzelveröffentlichungen, teilweise in bibliophilen Ausgaben oder als Jahreskalender, vor.
Der dänische Balletttänzer und Choreograph Børge Ralov und der dänische Komponisten Knudåge Riisager entwickelten 1942 eine Fassung als sinfonisches Ballett unter dem Originaltitel Tolv med Posten. Die Musik von Knudåge Riisager liegt auch in unterschiedlichen rein instrumentalen Fassungen vor. Eine Einspielung wurde von dem schwedischen Trompeter z. B von Håkan Hardenberger veröffentlicht.
Im Jahre 1982 gab die dänische Porzellanmanufaktur Désirée Denmark, Svend Jensen aus Dänemark, Old Copenhagen Blue, einen Weihnachtsteller zu dem Märchen heraus. Den Entwurf gestaltete Otto S. Svend.
Im pädagogischen Kontext wird das Märchen auch zum leichteren Erlernen der Monate genutzt. In der von Erich Colberg gegründeten Schulreihe mit Schulspielen erschien Zwölf mit der Post 1969 in einer Bearbeitung von Rolf und Hanna Hanisch unter der Nummer H. 345. Dazu gehörte ergänzend auch Liedmaterial. Unterrichtsmaterial zur Interpretation des Märchens für die Klassen 5 und 6 erschienen im School–Scout–Verlag.

## Ausgaben (Auswahl)
- Hans Christian Andersen; Gerda Born (Illustrationen): Zwölf mit der Post. Ein Neujahrsmärchen. Kunstverlag Anton Schroll, Wien 1919.
- Hans Christian Andersen, Ewald Kammeier (handkolorierte Zeichnungen), Zwölf von der Post. Akademie für Graphik und Buchkunst, Leipzig 1923.
- Hans Christian Andersen, Ellen Beck (Illustrationen): Das Märchen von den Zwölfen mit der Post. J. G. Schelter & Giesecke, Leipzig 1925.
- Hans Christian Andersen: Zwölf mit der Post (= Kathreiner Minitur-Broschüren.) Reihe II Nr. 18, Kathreiner Malzkaffee-Fabriken, ca. 1925 (Miniatur-Broschur).
- Hans Christian Andersen: Zwölf mit der Post. Zittauer Druck 1944. Schriftgießerei Gebr. Klingspor in Offenbach am Main.
- Hans Christian Andersen: Zwölf mit der Post: Eine Kalendergeschichte. Hergestellt von Charlotte Latzel, Akademie für Graphik und Buchkunst, Leipzig, 1947.
- Hans Christian Andersen, Inge Fluck (Illustrationen): Zwölf mit der Post: Ein Neujahrsmärchen. Gabe für das Jahr 1958. Berthold Messinglinienfabrik u. Schriftgiesserei AG., Berlin, Stuttgart 1958.
- Zwölf mit der Post. Die schönsten Märchen Brüder Grimm, Hans Christian Andersen, Wilhelm Hauff. Hörbuch, gelesen von Jürgen Fritsche.
- Zwölf mit der Post und andere Märchen. Mit Bildern von Anne Anderson. Anton-Verlag, Leipzig, 1930.
- In der Sammlung: Andersens Märchen von Hans Christian Andersen. Anaconda Verlag, Köln 2010, S. 600–603.